# Maniola wauteri
Maniola wauteri är en fjärilsart som beskrevs av Lambert-Joseph-Louis Lambillion 1905. Maniola wauteri ingår i släktet Maniola och familjen praktfjärilar. Inga underarter finns listade i Catalogue of Life.